# NGC 5765B
NGC 5765B is een spiraalvormig sterrenstelsel in het sterrenbeeld Maagd. Het hemelobject werd op 24 april 1830 ontdekt door de Britse astronoom John Herschel.

## Synoniemen
- UGC 9554
- MCG 1-38-4
- KCPG 437A
- PGC 53011